# Портрет мужчины в горжете и берете с перьями
«Портрет мужчины в горжете и берете с перьями» — картина голландского художника Рембрандта Харменса ван Рейна, созданная около 1626 года. Работа выполнена в жанре портрета на дубовой панели. Самый ранний из сохранившихся портретов кисти Рембрандта. По стилистике она близка к другим ранним работам Рембрандта. После спекуляций по поводу личности изображённого человека сегодня преобладает мнение, что картина является одним из многочисленных трони Рембрандта.

## Описание
На картине изображён мужчина средних лет с каштановыми кудрями, не доходящими до плеч, и тонкими усами, повернувший голову и смотрящий через левое плечо на зрителя. Он одет в лососёво-красный плащ поверх жёлто-коричневой кожаной куртки, синяя подкладка которой видна в виде узкой полоски. На нём железный горжет и оливково-зелёный поясок, который проходит от правого плеча под плащом до левого бёдра. Левая рука закрыта плащом, а между правой рукой и верхней частью тела мужчины видна рукоять меча или булавы. Головной убор — сине-серый бархатный берёт, зазубренный по краю и украшенный большим бело-зелёным пером. Свет, падающий сверху слева, отбрасывает тень на правый глаз мужчины, в то время как левая половина его лица освещена. На заднем плане изображена потрескавшаяся серая кирпичная кладка, а справа от берета стоит подпись RH. v Rin. Подпись необычна и, несомненно, была добавлена позже другой рукой.
Несмотря на уникальность картины как портрета одного человека в раннем творчестве Рембрандта, в ней можно обнаружить ряд параллелей с другими работами молодого Рембрандта, что в совокупности снимает все сомнения в подлинности картины. Например, левый глаз натурщика имеет необычное поперечное отражение в виде полумесяца, которое также можно обнаружить на картине «Историческое полотно», на которой, как считается, имеется автопортрет Рембрандта во втором коленопреклоненном человеке и в человеке с поднятой для клятвы рукой. Обе картины объединяет и ряд особенностей в одежде изображённых фигур, например, берёт с зазубренным краем и двумя разноцветными перьями. Способ процарапывания усов и щетины в красках соответствует аналогичному на картине «Богач из притчи» 1627 года. Падающий свет и создаваемая им отбрасываемая тень напоминают «Избиение святого Стефана» и «Музицирующих».
Картина написана масляной краской на дубовой панели с вертикальной текстурой. Подставка состоит из одной доски толщиной девять миллиметров справа и три миллиметра слева. Слева внизу добавлен фрагмент размером 2,6 × 29,4 см, а по верхнему краю, примерно в трёх сантиметрах от левого края, имеется трещина длиной около восьми сантиметров. По верхнему и нижнему краям имеется несколько отверстий, возможно, от гвоздей, некоторые из них сквозные, вокруг которых отсутствует часть краски и лака. Под картиной находится закрашенное более раннее изображение, которое на рентгеновском снимке было распознано как портрет лысого и бородатого старика с наклонённой головой, смотрящего влево. Невозможно определить, была ли это картина Рембрандта или работа другого художника. По стилю портрет напоминает портреты стариков работы Яна Ливенса. Существует предположение, что Рембрандт мог написать этот портрет по отбракованной картине Ливенса. Доказательств этому нет, но исключать такую возможность нельзя. Было установлено, что древесина для автопортрета Яна Ливенса была взята из того же дерева, что и для картины Рембрандта «Самсон и Далила» в Берлинской картинной галерее. По-видимому, в отличие от базельского «Давида, вручающего голову Голиафа царю Саулу» или берлинской «Минервы», здесь не было предпринято попытки снять старый слой краски. В результате подмалёвок не распознаётся, а рельеф старого слоя краски виден в нескольких местах на «Портрете мужчины в горжете и берете с перьями».
Картина находится в достаточно хорошем состоянии, хотя и затемнена большим количеством ретуши. Некоторые из позднейших правок были сделаны для исправления потерь цвета, другие — для того, чтобы не проступали части перекрашенной первоначальной картины.

## Исторический фон
В 1620 году Рембрандт начал обучение у Якоба ван Сваненбурга в Лейдене, который был известен своими изображениями ада и, возможно, познакомил Рембрандта с эффектами света. В 1624 году Рембрандт отправился в Амстердам и в течение шести месяцев учился у Питера Ластмана. Наиболее ранними известными работами Рембрандта являются цикл из пяти частей «Пять чувств» и «Христос, изгоняющий менял из храма», а также несколько религиозных и исторических картин. Бюст мужчины с воротником и беретом с перьями — самый ранний из сохранившихся портретов одного человека работы Рембрандта. Он также послужил прототипом для множества других портретов и трони, написанных Рембрандтом в течение последующих сорока лет, в которых модели, изображённые в полупрофиль, повёрнуты к зрителю.

## Восприятие
Первыми публикациями о картине стали каталог и статья в художественном журнале о выставке картин из дворца Рехниц, проходившей в Новой пинакотеке в Мюнхене в 1930—1931 годах. В каталоге Абрахама Бредиуса, изданном в 1936 году, картина значится как подлинная под номером 132. Владельцем картины указан барон Тиссен-Борнемисса Шлосс Рехниц, а в разделе «Примечания» указано, что картина происходит из частной коллекции в Брюсселе. Курт Баух в 1966 году также указал картину как подлинную под номером 109. Хорст Герсон в 1968 году присвоил картине номер 28 в своём каталоге и сохранил номер 132 в пересмотренном каталоге Бредиуса. Сотрудники Исследовательского проекта «Рембрандт» также сочли работу подлинной и в первом томе своего «Corpus of Rembrandt Paintings» в 1982 году присвоили ей номер A 8. Кристиан Тюмпель последовал их примеру в 1986 году и присвоил ей номер 126. В 2015 году в шестом томе «Корпуса» ей был присвоен номер 6.
В своей монографии, посвящённой раннему творчеству Рембрандта, Курт Баух предположил, что изображённый на картине человек мог быть братом Рембрандта Адрианом. Это предположение было отвергнуто специалистами как необоснованное. Сегодня преобладает мнение, что одежда фигуры не соответствует одежде современного голландского солдата, а экзотические для того времени усы также свидетельствуют в пользу раннего трони. Бесспорно, что портрет был написан с живой модели. Что касается декора, то в качестве возможных образцов упоминаются современные изображения фигуры Il Capitano из итальянской комедии дель арте. Другие авторы ссылаются на немецкие ксилографии XVI века, на которых изображены ландскнехты и путешественники в экстравагантных костюмах. Рембрандт владел такими гравюрами в 1656 году и, возможно, был знаком с ними в юности.

## Копия
В частной коллекции в США хранится копия, выполненная маслом на дереве, размером 39,5 × 33 см. Эта копия была выставлена на аукционе Christie’s в Лондоне 25 мая 1952 г. как лот 148; в то время она считалась картиной Виллема де Пуртера. После аукциона картина была идентифицирована Вильгельмом Рейнхольдом Валентинером как оригинал Рембрандта. Однако это мнение осталось единичным и было опровергнуто Исследовательским проектом «Рембрандт». Первоначально картина попала в руки нью-йоркского арт-дилера Мортимера Брандта и в марте 1954 года появилась в качестве цветной иллюстрации на обложке американского журнала The Connoisseur. Из-за особенностей мазков и общего качества копия считается свободной имитацией, художник которой не был связан с Рембрандтом или его мастерской.

## Провенанс
Согласно экспертизе Корнелиса Хофстеде де Гроота, которую он подготовил для Жака Гудстиккера в феврале 1929 году, портрет ранее принадлежал Лео Нардусу, а после его эмиграции в Тунис — голландскому арт-дилеру Арнольду ван Бюрену. Последний продал его своим коллегам из Böhler & Goudstikker. С 1930 по 1937 год он находился в коллекции Генриха Тиссена в замке Рехниц (в современной литературе его также называют замком Рохонц). Тиссен увёз картину с собой на Villa Favorita в Лугано и в 1947 году завещал её своей дочери Маргит фон Баттяни. До 1954 года картина попала в собственность швейцарского коллекционера Й. Х. ван Стратума.
29 марта 1974 года картина выставлена на аукционе Christie’s в Лондоне, но осталась непроданной. В 2000 году картина была передана нью-йоркскими коллекционерами Германом и Лилой Шикман в Гаагу в музей Маурицхёйс. Позднее она перешла в собственность голландского арт-дилера Роберта Ноортмана. В апреле 2002 года её приобрела бельгийская супружеская пара Питер и Ольга Дрезманн.
3 июля 2012 года картина была выставлена на аукцион Christie’s в Лондоне вместе с другими картинами из коллекции Дрезманна в качестве топ-лота. Предполагаемая цена составляла от восьми до двенадцати миллионов фунтов стерлингов. Сумма сделки составила 7,5 млн фунтов стерлингов (9,32 млн евро), что соответствует цене 8,44 млн фунтов стерлингов (10,5 млн евро) с учётом премии покупателя.